# HD89081
HD89081 — хімічно пекулярна зоря спектрального класу F0, що має видиму зоряну величину в смузі V приблизно  7,8.
Вона  розташована на відстані близько 549,1 світлових років від Сонця.